# Vadim Anokhine
Vadim Vladimirovitch Anokhine (en russe : Вадим Владимирович Анохин), né le 2 janvier 1992 à Kalouga, est un escrimeur russe qui pratique l'épée.
Il débute l'escrime en 2011 avec le maître Olga Abrosikova et intègre l'équipe russe junior avec laquelle il devient champion du monde junior en 2012 et champion d'Europe des moins de 23 ans en 2014. Dans la catégorie senior, il remporte le Grand Prix de Doga en 2015.